# Caiphus Semenya
Caiphus Katse Semenya (* 19. August 1939) ist ein südafrikanischer Musiker (Altsaxophon, Gesang, Keyboard, Arrangement, Komposition).

## Leben und Wirken
Semenya arbeitete seit seiner Jugend als Musiker. Seit 1956 leitete er das Jazz-Vokalquartett Katzenjammer Kids, benannt nach der gleichnamigen Comic-Reihe. 1959 gehörte er mit diesen zum Ensemble des erfolgreichen Musicals King Kong, mit dem er 1961 in London gastierte. 1964 gastierte er mit seiner Frau Letta Mbulu mit dem Musical Sponono am New Yorker Broadway. Aufgrund der sich zuspitzenden politischen Situation kehrte er nicht nach Südafrika zurück. Gemeinsam mit Jonas Gwangwa schrieb er das Musical Buwa, das er 1965 in den Vereinigten Staaten aufführte (ebenso in den 1980er Jahren im südlichen Afrika). Er wurde Mitglied der Bands von Big Black und von Hugh Masekela, für den er zahlreiche Kompositionen schrieb. Seine Kompositionen wurden auch von Herb Alpert, Cannonball Adderley, Harry Belafonte, The Crusaders, Lou Rawls und Nina Simone aufgeführt und eingespielt. Auch arbeitete er mit Miriam Makeba zusammen und schrieb die Bläserarrangements für ihr Album A Promise. Mit Quincy Jones arbeitete er am Soundtrack von Die Farbe Lila, der für einen Oscar nominiert wurde; er verfasste Musik zu Roots bzw. Roots – Die nächsten Generationen und war an der Komposition von Back on the Block beteiligt (die sich auf dem gleichnamigen, mit einem Grammy ausgezeichneten Album, Back on the Block von Quincy Jones befindet). Auch war er der Produzent der Qradio-Website von Jones. In den 1980er Jahren trat er auch international verstärkt mit Letta Mbulu als Caiphus & Letta auf. 1987 gastierte er auf dem Montreux Jazz Festival.
1990 war er musikalischer Leiter des Konzerts Nelson Mandela: An International Tribute for a Free South Africa im Londoner Wembley-Stadion. Erst gegen Ende der Apartheid 1990 kehrte er nach Südafrika zurück, wo er sich weiterhin als Filmkomponist einen Namen machte; auch war er an der Musik zum Trickfilm Der König der Löwen beteiligt.
2009 erhielt er zusammen mit Letta Mbulu den Order of Ikhamanga in Silber.

## Diskographische Hinweise
- Women Got a Right to Be (1995)
- The Very Best of Caiphus Semenya (1998)
- Streams Today Rivers Tomorrow (1998)